# Peña Flores
Peña Flores es una localidad del estado mexicano de Morelos. Es parte del municipio de Cuautla.

## Demografía
| Gráfica de evolución demográfica |
|                                  |

| Censo | Población |
| ----- | --------- |
| 1980  | 1473      |
| 1990  | 2285      |
| 2000  | 3685      |
| 2010  | 3867      |
| 2020  | 4448      |